# Chiesa di Sant'Ilario (Bardi)
La chiesa di Sant'Ilario è un luogo di culto cattolico dalle forme barocche e neoclassiche, situato in località Faggio di Pione, frazione di Bardi, in provincia di Parma e diocesi di Piacenza-Bobbio; è sussidiaria della parrocchiale di Santa Maria Assunta di Pione e fa parte del vicariato della Val Taro e Val Ceno.

## Storia
Il luogo di culto originario fu edificato entro il XVI secolo; la più antica testimonianza della sua esistenza risale al 1566.
In epoca imprecisata, secondo alcuni studi verso il 1840 ma forse già nella seconda metà del XVIII secolo, l'oratorio fu quasi completamente ricostruito in forme barocche.
Nel 1890 fu costruito il campanile.
Il 6 settembre del 1906 la chiesa fu solennemente consacrata dal vescovo di Piacenza Giovanni Maria Pellizzari.
Nel 1978 il tempio fu internamente sottoposto a interventi di restauro e risanamento.

## Descrizione
La chiesa si sviluppa su un impianto a navata unica affiancata da tre cappelle per lato, con ingresso a ovest e presbiterio absidato a est.
La simmetrica facciata barocca, interamente intonacata, è suddivisa verticalmente in tre parti. L'avancorpo centrale è tripartito da quattro lesene coronate da capitelli dorici; nel mezzo è collocato l'ampio portale d'ingresso, inquadrato da una cornice in rilievo; più in alto si apre una finestra a lunetta, mentre ai lati si trovano due nicchie ad arco a tutto sesto. I due corpi laterali, lievemente arretrati, sono entrambi delimitati da due lesene e contengono nel mezzo una nicchia ad arco a tutto sesto. In sommità si allunga un alto cornicione modanato, su cui si ergono sei pilastrini sormontati da statue di angeli; a coronamento si staglia nel mezzo un frontone mistilineo, mentre ai lati si trovano due attici.
I fianchi, rivestiti in pietra, sono illuminati da finestre a lunetta in sommità; al termine del lato destro si erge su due ordini il campanile intonacato, ornato con lesene sugli spigoli; la cella campanaria si affaccia sulle quattro fronti attraverso ampie monofore ad arco a tutto sesto, delimitate da lesene doriche; in sommità, oltre il cornicione perimetrale in aggetto, si eleva la lanterna a base circolare, ornata con quattro lesene e illuminata da altrettante aperture ad arco ribassato; a coronamento si erge una cupola in ardesia.
Sul retro si allunga il presbiterio absidato in pietra, scandito da lesene e illuminato da due finestroni rettangolari laterali.
All'interno la navata, scandita in quattro campate coperte in alternanza da volte a botte e a vela, è affiancata da una serie di lesene doriche a sostegno del cornicione perimetrale modanato.
In corrispondenza della prima campata, voltata a botte, si aprono attraverso ampie arcate a tutto sesto le cappelle dedicate alla beata Vergine di Lourdes sulla destra e al battistero sulla sinistra; seguono le alte cappelle intitolate rispettivamente a sant'Antonio da Padova a destra e alla Madonna del Rosario a sinistra; l'ultima campata è infine affiancata dalle alte cappelle dedicate alla Madonna del Popolo sulla destra e al Sacro Cuore sulla sinistra; le cappelle sono decorate sulle volte a botte con affreschi a soggetto religioso e motivi floreali.
Il presbiterio, lievemente sopraelevato, è preceduto dall'arco trionfale a tutto sesto, retto da paraste doriche; l'ambiente, coperto da una volta a botte, accoglie l'altare maggiore in marmo; sul fondo l'abside, chiusa superiormente dal catino a semicupola, conserva il coro ligneo intagliato, realizzato da Andrea, Pompeo e Bartolomeo Gandolfi in stile neorinascimentale.
La chiesa conserva alcuni dipinti di pregio, tra cui un Padre Eterno che appare ai santi Rocco e Ilario risalente alla fine del XVII secolo e altre opere settecentesche.